# Syrorisa misella
Syrorisa misella är en spindelart som först beskrevs av Simon 1906.  Syrorisa misella ingår i släktet Syrorisa och familjen Desidae. Inga underarter finns listade i Catalogue of Life.